# Vordorf (Tröstau)
Vordorf ist ein Gemeindeteil der Gemeinde Tröstau  im Landkreis Wunsiedel im Fichtelgebirge (Oberfranken, Bayern). In der Gemarkung Vordorf liegen die Gemeindeteile Kühlgrün, Vierst, Vordorfermühle und Seehaus.

## Geographie
Das Dorf liegt im Fichtelgebirge, am Osthang des Schneebergs, mit einer Höhe von 1052 m ü. NHN der höchste Berg Nordbayerns.

## Geschichte

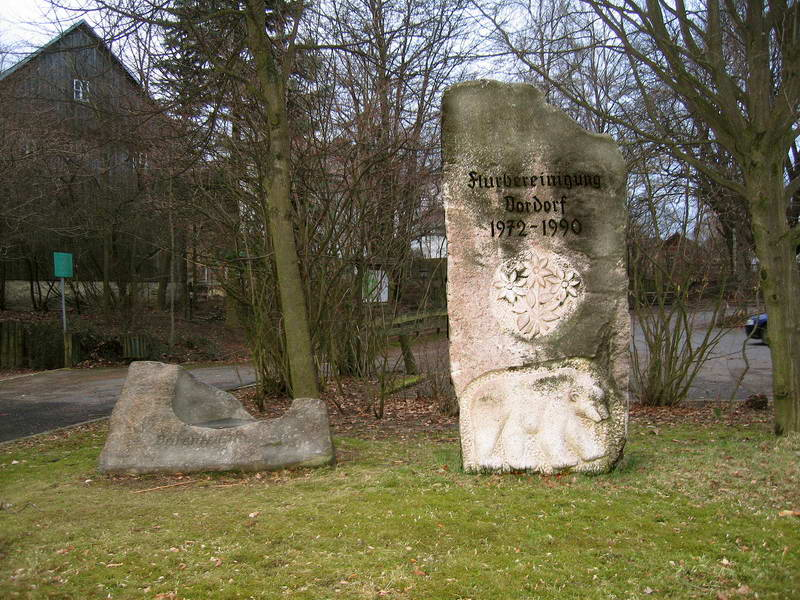
Bärendenkmal in Vordorf

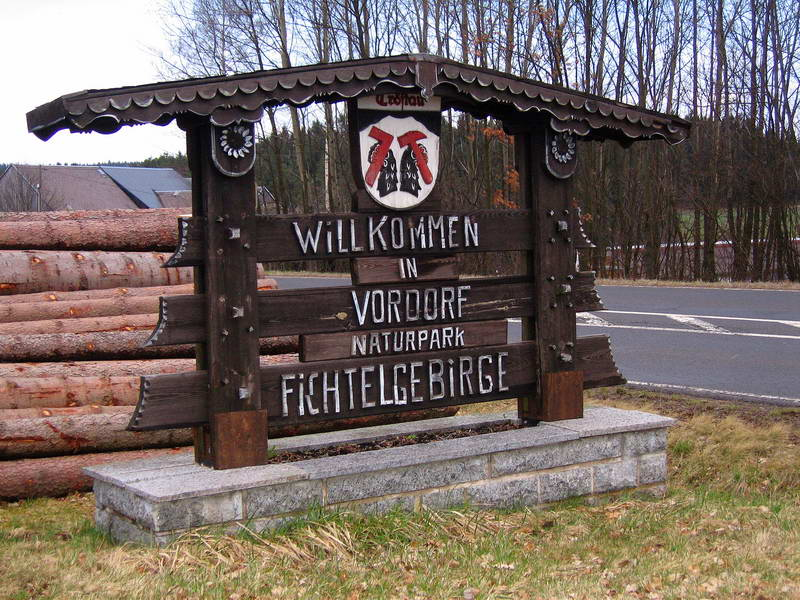
Begrüßungstafel in Vordorf

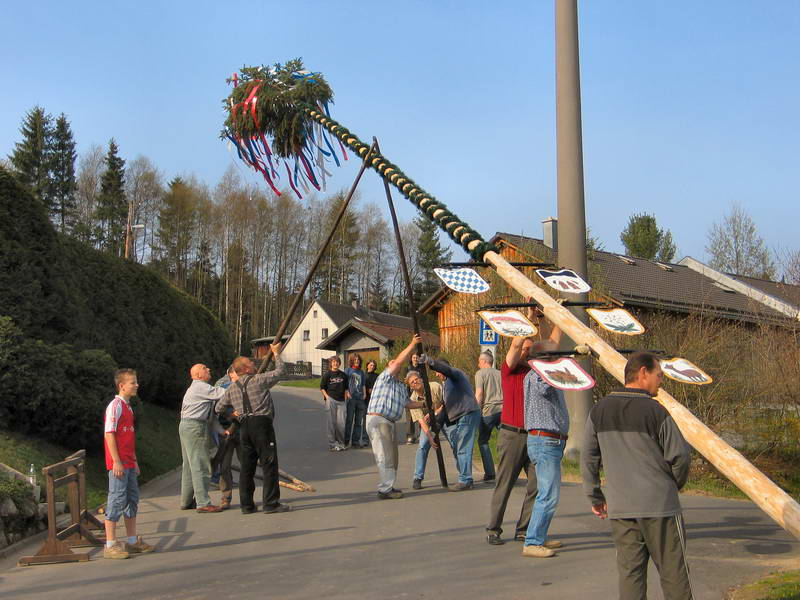
Maibaumaufstellen in Vordorf

1393 wurde Vordorf das erste Mal namentlich in einer Urkunde erwähnt:

„Bey dieser reynung sindt gewesen zwolf von Wunsidel, vir von Nagel, von Reichenbach vir, von Trostein vir, von Lewpoldsdorf zwene, von Schonbrun sechs vnd von Vordorff funfe, alles alte vnd iunge: die alten als wissende, die iungen als merkende.“

Außerdem gibt es ein Dokument aus dem Jahre 1061, das einem Ministerialen namens Otnant das Eigentum an einem Landstrich um das heutige Vordorf übertrug. In dem Text werden zwar keine Ortsnamen genannt, aber es ist von Grundstücken, Gebäuden und Äckern die Rede. Die Vermutung, dass es sich bei dieser Ansiedlung um Vordorf handelte, wird dadurch untermauert, dass man in diesem Zeitraum mit dem Zinnbergbau in dieser Gegend begann. Dieser wurde erfolgreich bis in die erste Hälfte des 15. Jahrhunderts betrieben, dann aber wegen Erschöpfung der Vorkommen eingestellt. Zu dieser Zeit hatte Vordorf etwa 40 Einwohner.
Der Dreißigjährige Krieg verlief für Vordorf bis 1642 relativ ruhig, aber in dem Verzeichnis aller Unterthanen in denen 6 Aemtern von 1642 steht, dass 19 Häuser zerstört oder beschädigt wurden und 2 Bewohner gestorben sind. Wenn man das Verzeichnis von 1619 mit dem von 1658 vergleicht, kommt man auf 16 Todesfälle unter den Wehrfähigen.
Im Jahre 1769 wurde in der Nähe von Vordorf der letzte Bär in Nordbayern erlegt.
Während des nationalsozialistischen Regimes wurden in Vordorf keine Bewohner aus politischen, religiösen oder rassistischen Gründen ermordet. Das Interesse am Nationalsozialismus war bei der Bevölkerung relativ gering, aber gegen Ende der Friedensjahre wuchs die Zustimmung, denn die nationalsozialistische Landwirtschaftspolitik bewirkte einen lokalen Wirtschaftsaufschwung. Mit Kriegsbeginn änderte sich in Vordorf nicht viel, zum Beispiel konnten sich die Bauern selbst versorgen, weshalb die Lebensmittelrationierung kein Problem darstellte. 1940 fielen erste Soldaten aus Vordorf. 1943 wurden Bewohner Hamburgs und Berlins, die vor den Bomben geflohen waren, in Vordorf aufgenommen. Am 11. März 1943 stürzte ein deutsches Militärflugzeug nahe Vordorf ab. Anfang 1945 beschossen alliierte Flugzeuge Lokomotiven zwischen Tröstau und Leupoldsdorf. Am 19. April 1945 besetzten US-Streitkräfte Vordorf.

### Eingemeindungen
Am 1. Januar 1978 wurde Vordorf in die Gemeinde Tröstau eingemeindet.

### Einwohnerentwicklung
| Jahr      | 1910  | 1933  | 1939  | 1950  | 1975  | 1976  | 1977  |
| --------- | ----- | ----- | ----- | ----- | ----- | ----- | ----- |
| Einwohner | 390   | 362   | 361   | 458   | 388   | 384   | 389   |
| Quelle    | [ 4 ] | [ 5 ] | [ 5 ] | [ 6 ] | [ 7 ] | [ 8 ] | [ 1 ] |

## Politik

### Gemeinderat und Bürgermeister
Auf kommunaler Ebene wird Vordorf vom Gemeinderat aus Tröstau vertreten.

### Wappen
Das Kommunalwappen der ehemaligen Gemeinde Vordorf wurde am 7. August 1957 ministeriell genehmigt (Nr. I B 1 – 3000 – 29 V/1).
| Wappen von Vordorf | Blasonierung: „Geteilt von Gold und Schwarz; oben schräg gekreuzt zwei rot-bewehrte Bärentatzen; unten schräg gekreuzt zwei silberne Bergmannshämmer.“ |
| Wappen von Vordorf | Wappenbegründung: Klemens Stadler meint hierzu in seinem Buch: „Die vor den Abhängen des Schneebergs liegende Gemeindeflur gehörte in ältester Zeit zur Rodungsgesellschaft der Herren von Hertenberg, deren Zentrum die Burg Schönbrunn war. Von den zwei im 13. und 14. Jahrhundert in Siegeln nachweisbaren verschiedenen Wappen der Hertenberger wurde als historische Erinnerung dasjenige mit den Bärentatzen gewählt, welches in den späteren Wappenbüchern als Hauptwappen der Familie überliefert ist. Im Gemeindewappen spielt dieses Bild zugleich auf die Erlegung des letzten Bären im Fichtelgebirge durch den Vordorfer Förster 1769 und den Necknamen „Die Bären“ für die Gemeindebewohner an. Die Farben Silber und Schwarz in der unteren Schildhälfte weisen auf den gevierten Schild der zollerischen Burggrafen von Nürnberg hin, die 1344 nach langwieriger Fehde mit den Hertenbergern das Gericht Schönbrunn ihrem Territorium einverleibten. Später gehörte Vordorf zur Amtshauptmannschaft Wunsiedel des Markgrafentums Bayreuth. Die Bergwerksgeräte symbolisieren die ehemaligen Hammerwerke bei Vordorf, die schon 1398 urkundlich erwähnte Zinngewinnung insbesondere im Seehausgebiet und die 1774 errichtete Zinnschmelzhütte in Vordermühle. Der Zinnbergbau kam erst 1827 endgültig zum Erliegen. Zahlreiche Zinngräben sind heute noch im Umkreis von Vordorf in den Waldgebieten erkennbar.“ |

## Wirtschaft und Infrastruktur

### Verkehr
Vordorf liegt an der Kreisstraße WUN 7 von Tröstau (Bundesstraße 303) nach Weißenstadt. Eine weitere Kreisstraße führt nach Wunsiedel.

### Tourismus
- Viele Wanderwege gehen von Vordorf aus, so z. B. der M-Weg, der durch die Vordorfermühle hindurch zur Schmierofenhütte und dann weiter zum Seehaus führt
- Der R-Weg verläuft von Vordorf zur Röslauquelle und von dort aus weiter zum Schneeberggipfel
- Von Vordorfermühle aus führt ein Weg durch das Tal der jungen Röslau nach Süden an Waffenhammer vorbei nach Leupoldsdorf
- Ostwärts führen Wege an Vierst vorbei durch das Zeitelmoos nach Wunsiedel
- Ein geologischer Lehrpfad verläuft von Leupoldsdorf nach Vordorf und zurück

### Bildung
Die nächsten Schulen sind die Grund- und Hauptschule Tröstau/Nagel sowie weiterführende Schulen in Wunsiedel.

## Persönlichkeiten
- Curt Altmann (1883–1958), Kaufmann und Textilunternehmer; er wohnte in Vordorf, wo er seit 1938 eine kleine Jagdhütte besaß